# Guido Hampe
Paul Friedrich Gustav Guido Hampe (* 21. August 1839 in Berlin; † 13. November 1891 ebenda) war ein deutscher Landschaftsmaler.

## Leben
Hampe war ein Sohn des Berliner Porträtmalers Johann Christian Wilhelm Hampe und seiner Frau Charlotte Friederike geb. Prößel. Er war hauptsächlich in Thüringen, im Schwarzwald und in der Schweiz tätig, besuchte auch Griechenland, Italien und Spanien. Seit 1862 stellte er seine Werke auf der Königlich Preußischen Akademie der Künste sowie in Dresden und Frankfurt am Main aus.
Im Jahr 1887 heiratete er Luise Henriette Walzer, mit der er schon vor der Heirat über ein Jahrzehnt zusammengelebt hatte.
Sein Bruder war der Jagd- und Landschaftsmaler Wilhelm Hampe (Conrad Friedrich Wilhelm Hampe, 1838–1876).

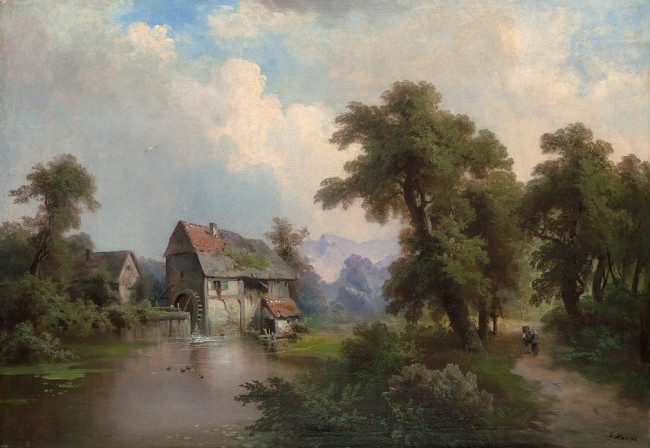
Alte Mühle an einem Gebirgsbach
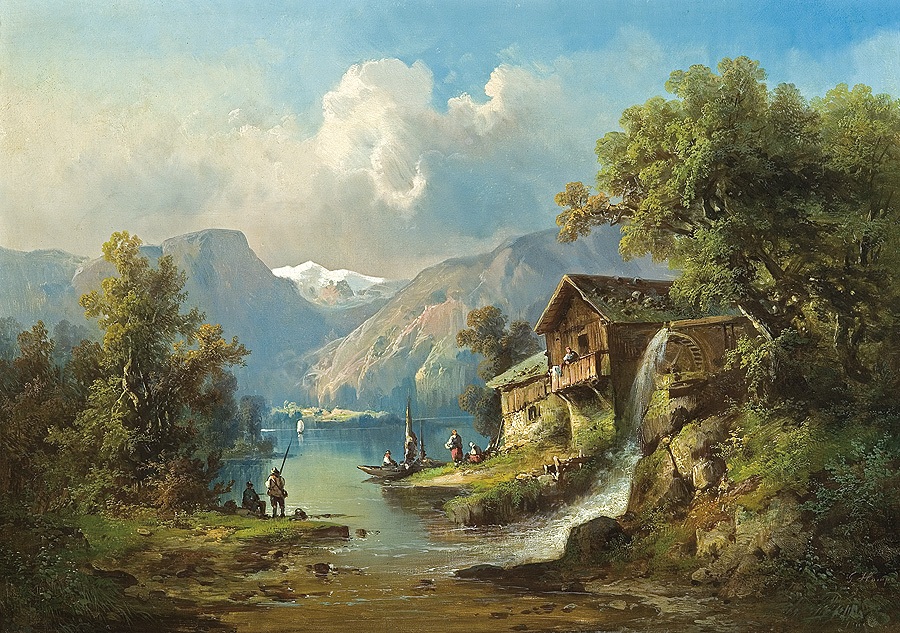
Mühle am Bergsee
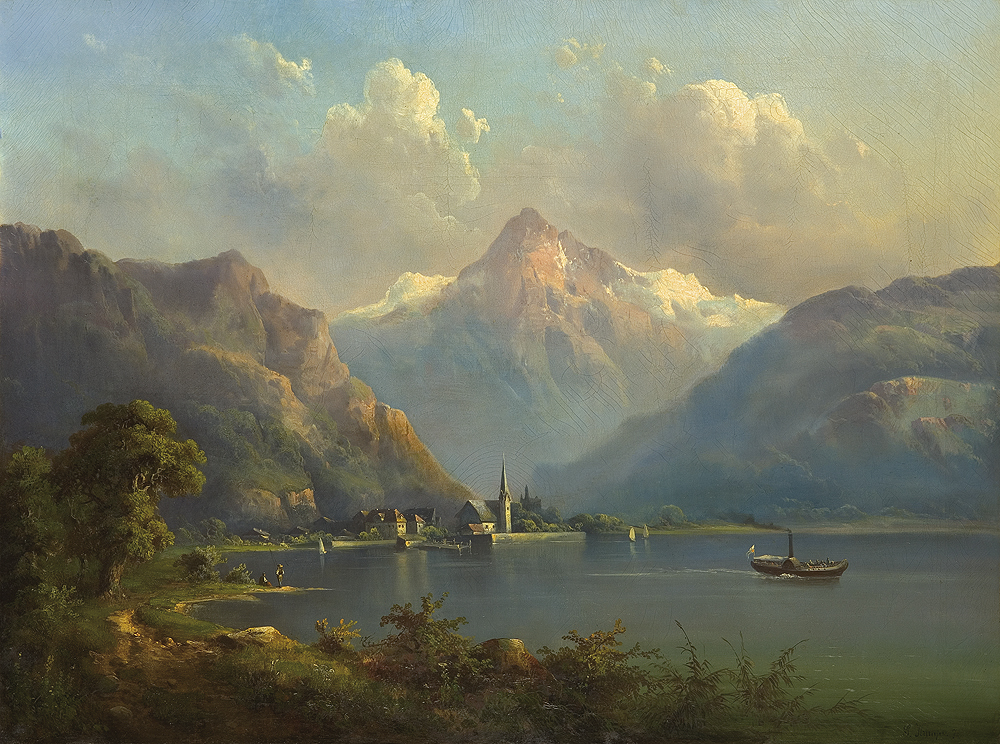
Alpenlandschaft
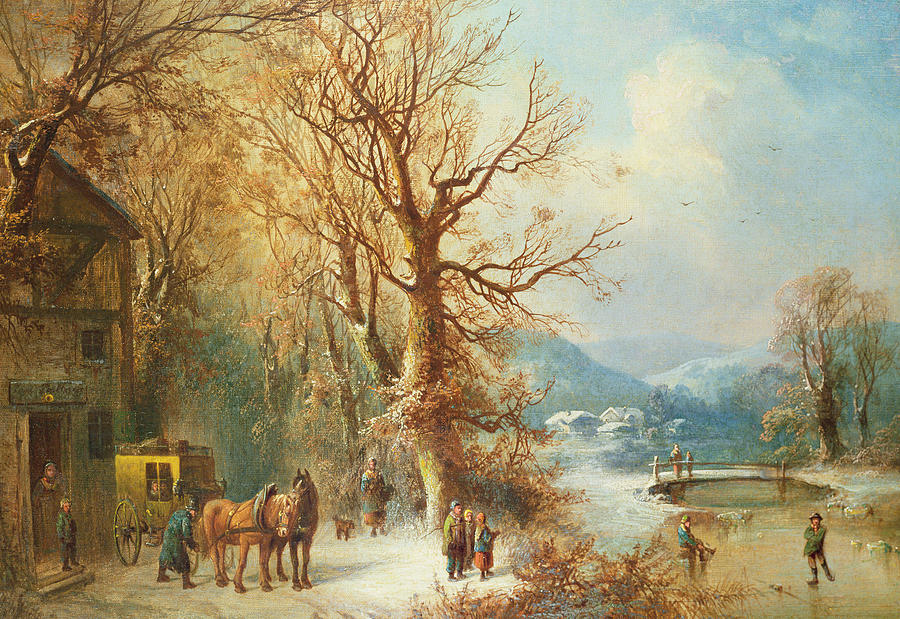
Kutsche und Pferde in einer Schneelandschaft
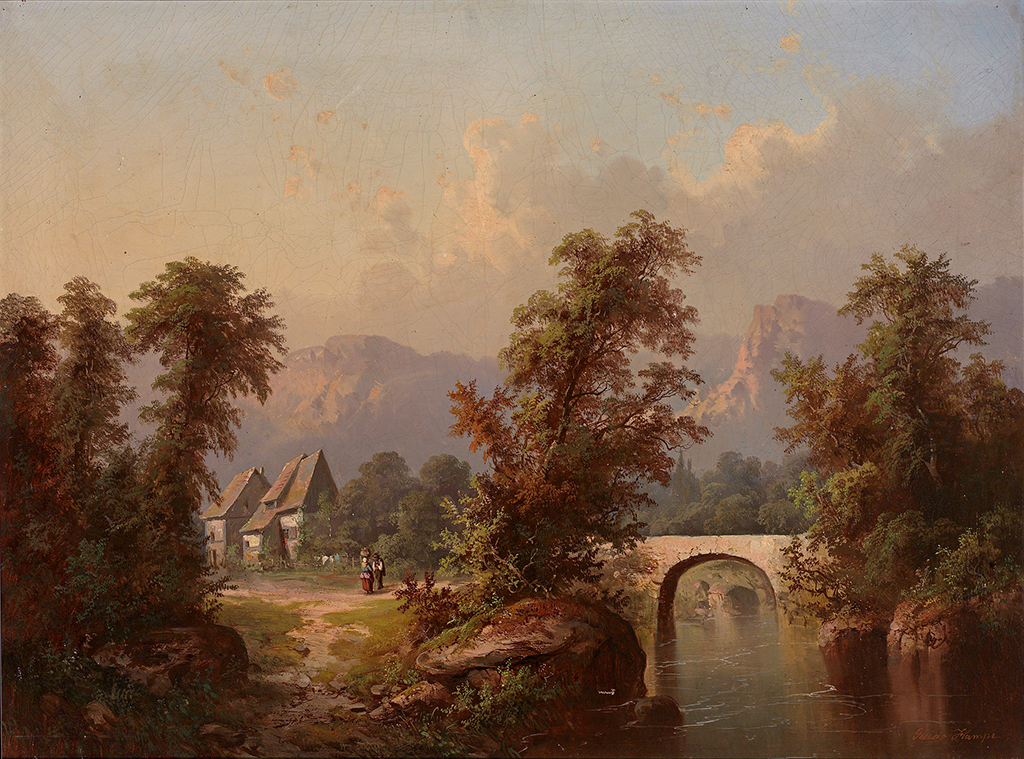
Aus Tirol